# Ponte Sallingsund

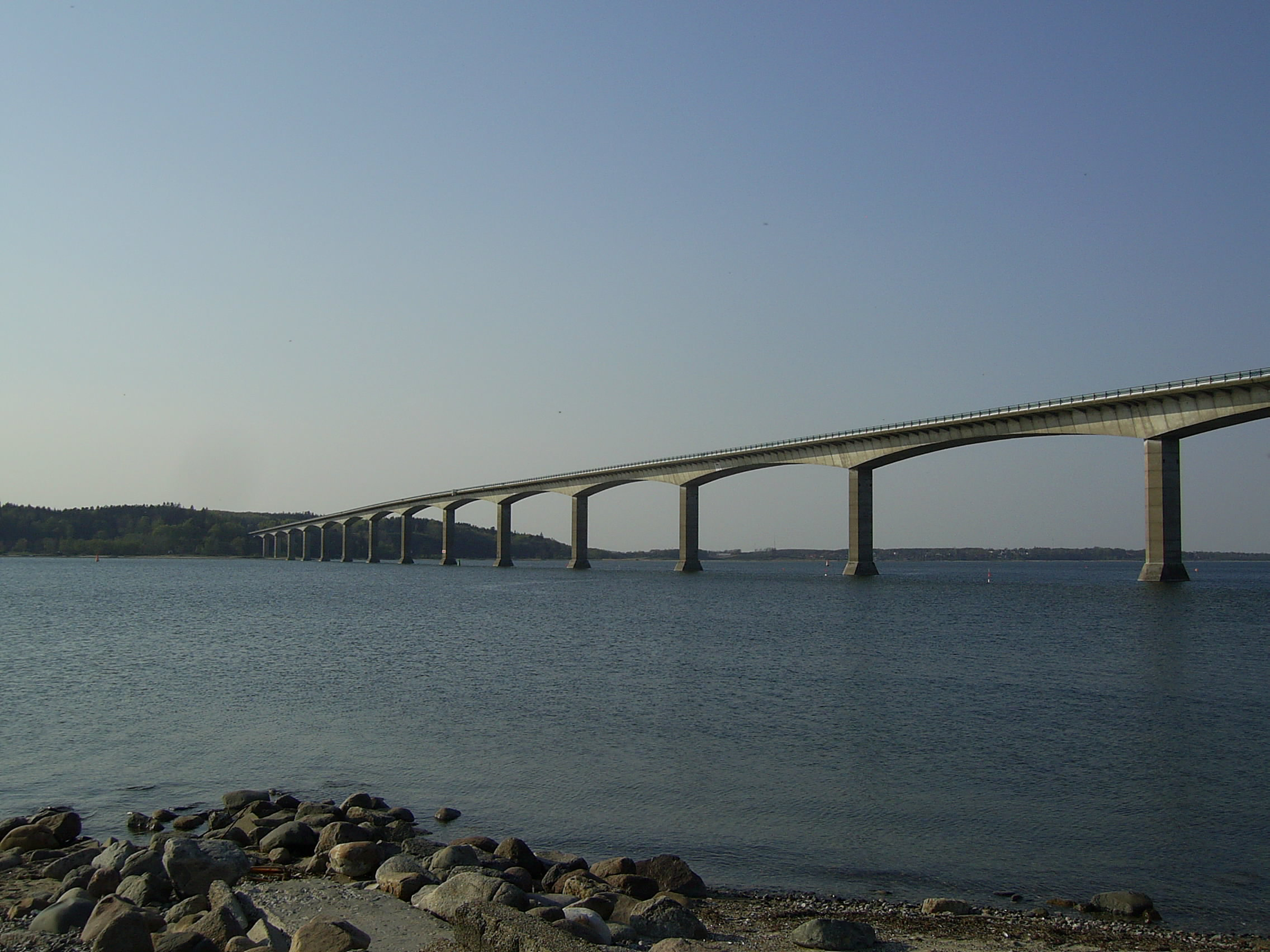
Ponte Sallingsund. Construída entre os anos de 1973 e 1978 na Dinamarca.

A Ponte Sallingsund (Sallingsundbroen) é uma ponte que cruza Salling Sund entre a ilha Mors e a península Salling no continente, (Jutlândia), na Dinamarca. A ponte tem 1717 metros, o mais longo vão tem 93 metros, e a altura máxima do mar é de 26 metros. 
A construção da Ponte Sallingsund começou em 1973, e foi inaugurado pela Rainha Margarida II em 30 de maio de 1978. Antes da ponte ser construída para atravessar, pessoas e carros atravessavam por meio de balsas Pinen ( "dor") e Plagen ( "Bother"). Em 1976, um milhão de passageiros e meio milhão de carros foram transportados pelas balsas.